# Pioneer 1

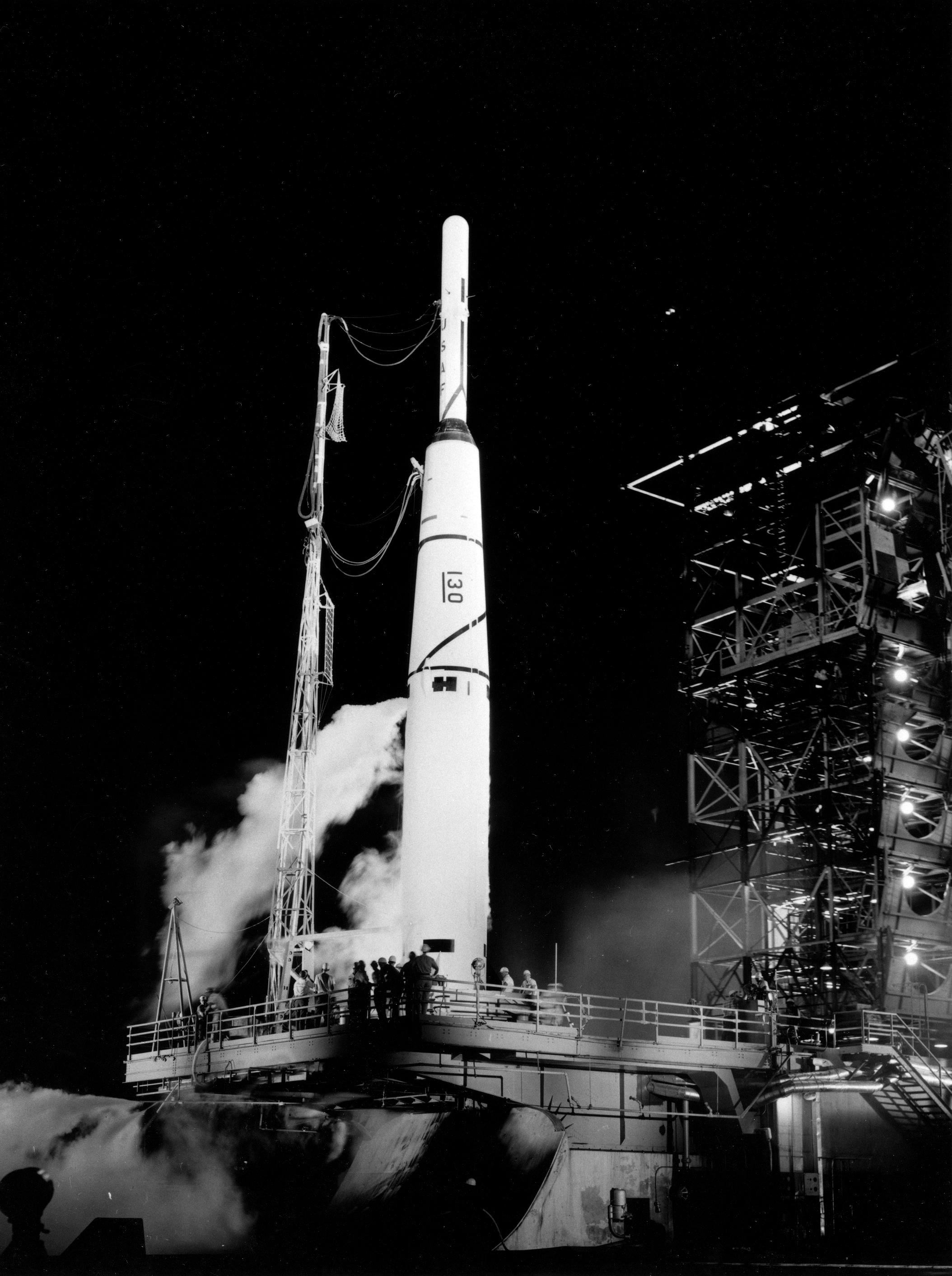
Pioneer 1 på startplattan

Pioneer 1 är en rymdsond som är del av Pioneerprogrammet. Den sköts upp den 11 oktober 1958. Tanken var att sonden skulle ta sig ut ur omloppsbanan runt jorden och färdas till månen, där huvuduppgifterna bestod i att mäta och undersöka joniserande strålning, kosmisk strålning, mikrometeoriter och magnetfält.
Ett programmeringsfel kom dock ekipaget att få fel banvinkel, och efter att ha nått en maxhöjd på 113.800 km började sonden falla mot jorden igen. Den brann upp vid återinträdet i atmosfären efter ca 43 timmars flygtid.

### Fotnoter
1. ↑  ”NASA Space Science Data Coordinated Archive” (på engelska). NASA. https://nssdc.gsfc.nasa.gov/nmc/spacecraft/display.action?id=1958-007A. Läst 26 mars 2020.